# Mannschaftskader der österreichischen Staatsliga im Schach 1982/83
Die österreichische Schachstaatsliga 1982/83 hatte folgende Spielermeldungen und Einzelergebnisse.
Aufgelistet sind nur Spieler, die mindestens einen Einsatz in der Saison hatten. In Einzelfällen kann die Reihenfolge von der hier angegebenen abweichen.

## Legende
Die nachstehenden Tabellen enthalten folgende Informationen:
- Nr.: Ranglistennummer.
- Titel: FIDE-Titel zu Saisonbeginn (Eloliste vom Juli 1982); GM = Großmeister, IM = Internationaler Meister, FM = FIDE-Meister, WGM = Großmeister der Frauen, WIM = Internationaler Meister der Frauen, WFM = FIDE-Meister der Frauen, CM = Candidate Master, WCM = Candidate Master der Frauen
- Elo: (FIDE-)Elo-Zahl zu Saisonbeginn (Eloliste vom Juli 1982), sofern vorhanden.
- Nation: Nationalität gemäß Eloliste vom Juli 1982
- G: Anzahl Gewinnpartien (kampflose Siege werden in den Einzelbilanzen berücksichtigt)
- R: Anzahl Remispartien
- V: Anzahl Verlustpartien (kampflose Niederlagen werden in den Einzelbilanzen nicht berücksichtigt)
- Pkt.: Anzahl der erreichten Punkte
- Partien: Anzahl der gespielten Partien
- Elo-Perf.: Turnierleistung der Spieler mit mindestens fünf Partien
- Normen: Erspielte Normen für FIDE-Titel

## SK Austria Wien
| Nr. | Titel | Name               | Elo  | Nation     | G | R | V | Pkt. | Partien | Elo- Perf. | Normen |
| --- | ----- | ------------------ | ---- | ---------- | - | - | - | ---- | ------- | ---------- | ------ |
| 01  |       | Klaus Opl          | 2325 | Österreich | 6 | 2 | 2 | 10   | 16      | 2427       |        |
| 02  |       | Werner Mikenda     | 2290 | Österreich | 7 | 2 | 3 | 11   | 18      | 2258       |        |
| 03  |       | Johann Pöcksteiner | 2265 | Österreich | 6 | 2 | 1 | 10   | 15      | 2325       |        |
| 04  |       | Karl Grillitsch    | 2250 | Österreich | 4 | 6 | 4 | 8    | 16      |            |        |
| 05  |       | Günter Miniböck    | 2245 | Österreich | 6 | 1 | 0 | 6,5  | 07      |            |        |

## SK Hietzing Wien
| Nr. | Titel | Name              | Elo  | Nation     | G | R | V | Pkt. | Partien | Elo- Perf. | Normen |
| --- | ----- | ----------------- | ---- | ---------- | - | - | - | ---- | ------- | ---------- | ------ |
| 01  | FM    | Adolf Herzog      | 2405 | Österreich | 2 | 2 | 2 | 5    | 10      | 2323       |        |
| 02  | IM    | Andreas Dückstein | 2380 | Österreich | 4 | 3 | 3 | 5,5  | 10      | 2454       |        |
| 03  |       | Karl Janetschek   | 2335 | Österreich | 6 | 4 | 0 | 09   | 12      |            |        |
| 04  |       | Leo Kwatschewsky  |      | Österreich | 5 | 1 | 2 | 7,5  | 12      | 2329       |        |
| 05  |       | Herbert Zöbisch   | 2225 | Österreich | 2 | 1 | 1 | 6,5  | 12      |            |        |
| 06  |       | Ernst Swoboda     | 2245 | Österreich | 6 | 2 | 2 | 8    | 12      |            |        |
| 07  |       | Ulrich Steiner    | 2285 | Österreich | 2 | 0 | 0 | 3    | 04      |            |        |

## ASK Klagenfurt
| Nr. | Titel | Name              | Elo  | Nation     | G | R | V | Pkt. | Partien | Elo- Perf. | Normen |
| --- | ----- | ----------------- | ---- | ---------- | - | - | - | ---- | ------- | ---------- | ------ |
| 01  | FM    | Franz Hölzl       | 2355 | Österreich | 2 | 3 | 3 | 5,5  | 12      | 2293       |        |
| 02  |       | Heimo Titz        | 2245 | Österreich | 7 | 4 | 4 | 10   | 17      | 2256       |        |
| 03  |       | Hans Singer       | 2270 | Österreich | 4 | 3 | 1 | 8,5  | 14      | 2420       |        |
| 04  |       | Kurt Petschar     | 2240 | Österreich | 6 | 4 | 3 | 10   | 17      | 2271       |        |
| 05  |       | Johannes Leber    |      | Österreich | 6 | 3 | 2 | 7,5  | 11      |            |        |
| 06  |       | Ulrich Altrichter |      | Österreich | 1 | 0 | 0 | 1    | 01      |            |        |

## SK Merkur Graz
| Nr. | Titel | Name            | Elo  | Nation     | G | R | V | Pkt. | Partien | Elo- Perf. | Normen |
| --- | ----- | --------------- | ---- | ---------- | - | - | - | ---- | ------- | ---------- | ------ |
| 01  | IM    | Walter Wittmann | 2415 | Österreich | 4 | 4 | 2 | 10   | 18      | 2314       |        |
| 02  |       | Walter Pils     | 2345 | Österreich | 7 | 4 | 3 | 11   | 18      | 2248       |        |
| 03  |       | Horst Watzka    | 2335 | Österreich | 5 | 3 | 0 | 10,5 | 16      |            |        |
| 04  |       | Erich Gigerl    |      | Österreich | 2 | 6 | 4 | 5    | 12      | 2193       |        |
| 05  |       | Peter Schrafl   |      | Österreich | 3 | 2 | 0 | 5    | 07      |            |        |
| 06  |       | Peter Detter    |      | Österreich | 0 | 0 | 1 | 0    | 01      |            |        |

## WSV-ATSV Ranshofen
| Nr. | Titel | Name                  | Elo  | Nation     | G  | R | V | Pkt. | Partien | Elo- Perf. | Normen |
| --- | ----- | --------------------- | ---- | ---------- | -- | - | - | ---- | ------- | ---------- | ------ |
| 01  | FM    | Arne Dür              | 2390 | Österreich | 10 | 4 | 0 | 14   | 18      | 2490       |        |
| 02  |       | Josef Ager            | 2260 | Österreich | 6  | 6 | 2 | 11   | 18      | 2315       |        |
| 03  |       | Alexander Prameshuber | 2395 | Österreich | 0  | 1 | 1 | 1,5  | 04      |            |        |
| 04  |       | Herbert Doppelhammer  |      | Österreich | 3  | 5 | 6 | 7,5  | 18      | 2240       |        |
| 05  |       | Wolfgang Hackbarth    |      | Österreich | 1  | 3 | 4 | 5,5  | 14      |            |        |

## SK St. Pölten
| Nr. | Titel | Name             | Elo  | Nation     | G | R | V | Pkt. | Partien | Elo- Perf. | Normen |
| --- | ----- | ---------------- | ---- | ---------- | - | - | - | ---- | ------- | ---------- | ------ |
| 01  |       | Ernst Weinzettl  |      | Österreich | 4 | 3 | 7 | 7,5  | 18      | 2151       |        |
| 02  |       | Karl Röhrl       | 2290 | Österreich | 6 | 3 | 1 | 9,5  | 14      | 2392       |        |
| 03  |       | Felix Winiwarter |      | Österreich | 4 | 1 | 3 | 4,5  | 08      |            |        |
| 04  |       | Friedrich Wöber  |      | Österreich | 3 | 4 | 2 | 6    | 11      | 2250       |        |
| 05  |       | Peter Valent     |      | Österreich | 0 | 0 | 1 | 0    | 01      |            |        |
| 06  |       | Anton Staindl    |      | Österreich | 3 | 4 | 0 | 6    | 09      |            |        |
| 07  |       | Erich Wallner    |      | Österreich | 1 | 1 | 1 | 1,5  | 03      |            |        |
| 08  |       | Friedrich Knapp  |      | Österreich | 0 | 0 | 2 | 0    | 02      |            |        |
| 09  |       | Johann Haas      |      | Österreich | 0 | 2 | 0 | 1    | 02      |            |        |

## 1. SSK Mozart
| Nr. | Titel | Name               | Elo | Nation     | G | R | V | Pkt. | Partien | Elo- Perf. | Normen |
| --- | ----- | ------------------ | --- | ---------- | - | - | - | ---- | ------- | ---------- | ------ |
| 01  |       | Heinz Peterwagner  |     | Österreich | 1 | 4 | 7 | 6    | 18      | 2189       |        |
| 02  |       | Reinhard Hanel     |     | Österreich | 4 | 4 | 3 | 9    | 17      | 2193       |        |
| 03  |       | Arthur Hinteregger |     | Österreich | 2 | 3 | 3 | 6,5  | 14      | 2177       |        |
| 04  |       | Peter Brestan      |     | Österreich | 2 | 2 | 8 | 4    | 14      |            |        |
| 05  |       | Engelbert Schöppl  |     | Österreich | 3 | 2 | 0 | 4    | 05      |            |        |
| 06  |       | Gerald Leitner     |     | Österreich | 1 | 0 | 0 | 1    | 01      |            |        |
| 07  |       | Siegfried Teufl    |     | Österreich | 1 | 2 | 0 | 2    | 03      |            |        |

## Union Styria Graz
| Nr. | Titel | Name            | Elo | Nation     | G | R | V  | Pkt. | Partien | Elo- Perf. | Normen |
| --- | ----- | --------------- | --- | ---------- | - | - | -- | ---- | ------- | ---------- | ------ |
| 01  |       | Manfred Raffalt |     | Österreich | 3 | 5 | 10 | 5,5  | 18      | 2206       |        |
| 02  |       | Walter Wallner  |     | Österreich | 1 | 3 | 7  | 2,5  | 11      | 1930       |        |
| 03  |       | Josef Draxler   |     | Österreich | 1 | 3 | 3  | 6,5  | 15      | 2154       |        |
| 04  |       | Alexander Dohr  |     | Österreich | 5 | 2 | 5  | 9    | 18      | 2070       |        |
| 05  |       | Leo Weiß        |     | Österreich | 0 | 4 | 6  | 2    | 10      |            |        |

## SK VÖEST Linz
| Nr. | Titel | Name              | Elo  | Nation     | G | R | V | Pkt. | Partien | Elo- Perf. | Normen |
| --- | ----- | ----------------- | ---- | ---------- | - | - | - | ---- | ------- | ---------- | ------ |
| 01  |       | Heinz Baumgartner | 2285 | Österreich | 5 | 4 | 3 | 9    | 16      | 2320       |        |
| 02  |       | Horst Niedermayr  |      | Österreich | 1 | 5 | 7 | 4,5  | 15      | 2094       |        |
| 03  |       | Alois Hellmayr    | 2260 | Österreich | 1 | 5 | 6 | 6,5  | 18      | 2121       |        |
| 04  |       | Gerhard Kramer    |      | Österreich | 0 | 1 | 7 | 1,5  | 10      |            |        |
| 05  |       | Klaus Fritsch     |      | Österreich | 0 | 1 | 3 | 1,5  | 06      |            |        |
| 06  |       | Franz Bartl       |      | Österreich | 1 | 2 | 1 | 3    | 06      |            |        |
| 07  |       | Gerald Sladek     |      | Österreich | 1 | 0 | 0 | 1    | 01      |            |        |

## SGAmstetten/Ybbs
| Nr. | Titel | Name             | Elo  | Nation     | G | R | V  | Pkt. | Partien | Elo- Perf. | Normen |
| --- | ----- | ---------------- | ---- | ---------- | - | - | -- | ---- | ------- | ---------- | ------ |
| 01  |       | Peter Roth       | 2325 | Österreich | 2 | 6 | 4  | 7    | 16      | 2276       |        |
| 02  |       | Adolf Hacker     |      | Österreich | 0 | 3 | 11 | 1,5  | 14      | 1963       |        |
| 03  |       | Helmut Thierjung |      | Österreich | 3 | 4 | 8  | 6    | 17      | 2192       |        |
| 04  |       | Wolfgang Wadsack |      | Österreich | 2 | 7 | 5  | 7,5  | 18      | 2236       |        |
| 05  |       | Steiner          |      | Österreich | 2 | 2 | 2  | 3    | 06      |            |        |
| 06  |       | Hubert Koller    |      | Österreich | 0 | 1 | 0  | 0,5  | 01      |            |        |

Anmerkung: Der Vorname des Spielers Steiner ließ sich nicht ermitteln.